# Vailala
Vailala est une localité française, qui n'a pas le statut de commune mais le statut de village de Wallis-et-Futuna, située dans le district de Hihifo, sur la côte nord de l'île de Wallis.

## Géographie

### Situation et description
Entouré par les villages de Te'esi, Alele et Liku, Vailala est situé à 8 km au nord-est de Mata-Utu, la plus grande ville aux alentours.

### Climat
La température ambiante est de 23 °C. Les températures les plus chaudes sont en janvier à 24 °C et en juillet à 22 °C. Les précipitations moyennes annuelles sont de 3 383 millimètres, avec un maximum au mois d'octobre (427 millimètres de pluie) et un minimum au mois d'août avec 152 millimètres.

## Urbanisme

### Hameaux, lieux-dits et écarts
À Wallis, les villages sont divisés en plusieurs sections (des « classes », kalasi) qui se complètent ou se relaient dans toutes les entreprises collectives et pour l’organisation des cérémonies. Parmi ces kalasi se trouvent des zones résidentielles nommées api.

#### Api
Foe‘ama, Lalokea, Lekuva, Petania et Togavala.

## Toponymie
D'après l'étymologie d'un village portant le même nom à Tongatapu, Vailala signifie « source abandonnée » (en wallisien, vai : « eau douce » et lala : « abandonné »).

## Politique et administration
Le titre de Makakele est un titre subalterne lié à la chefferie de Vailala antérieur et pourtant hiérarchiquement inférieur au titre de Utumaka.

### Liste des chefs de village (utumaka)
| Période                                  | Période  | Identité          | Étiquette | Qualité |
| ---------------------------------------- | -------- | ----------------- | --------- | ------- |
| Les données manquantes sont à compléter. |          |                   |           |         |
| 13 octobre 1974                          | ?        | Soane Patita To'a |           |         |
| Les données manquantes sont à compléter. |          |                   |           |         |
| ?                                        | ?        | Kusitino To'a     |           |         |
| ?                                        | 2016     | Kapeliele Sako    |           |         |
| 2016                                     | ?        | Falemana Tipoti   |           |         |
| 2019                                     | 2021     | Kelemete Telepeni |           |         |
| 30 octobre 2021                          | ?        | Soane To'a        |           |         |
| ?                                        | En cours | Hemiase Musumusu  |           |         |

## Population et société

### Démographie
| 2008 | 2013 | 2018 | 2023 |
| ---- | ---- | ---- | ---- |
| 374  | 369  | 341  | 317  |

## Galerie

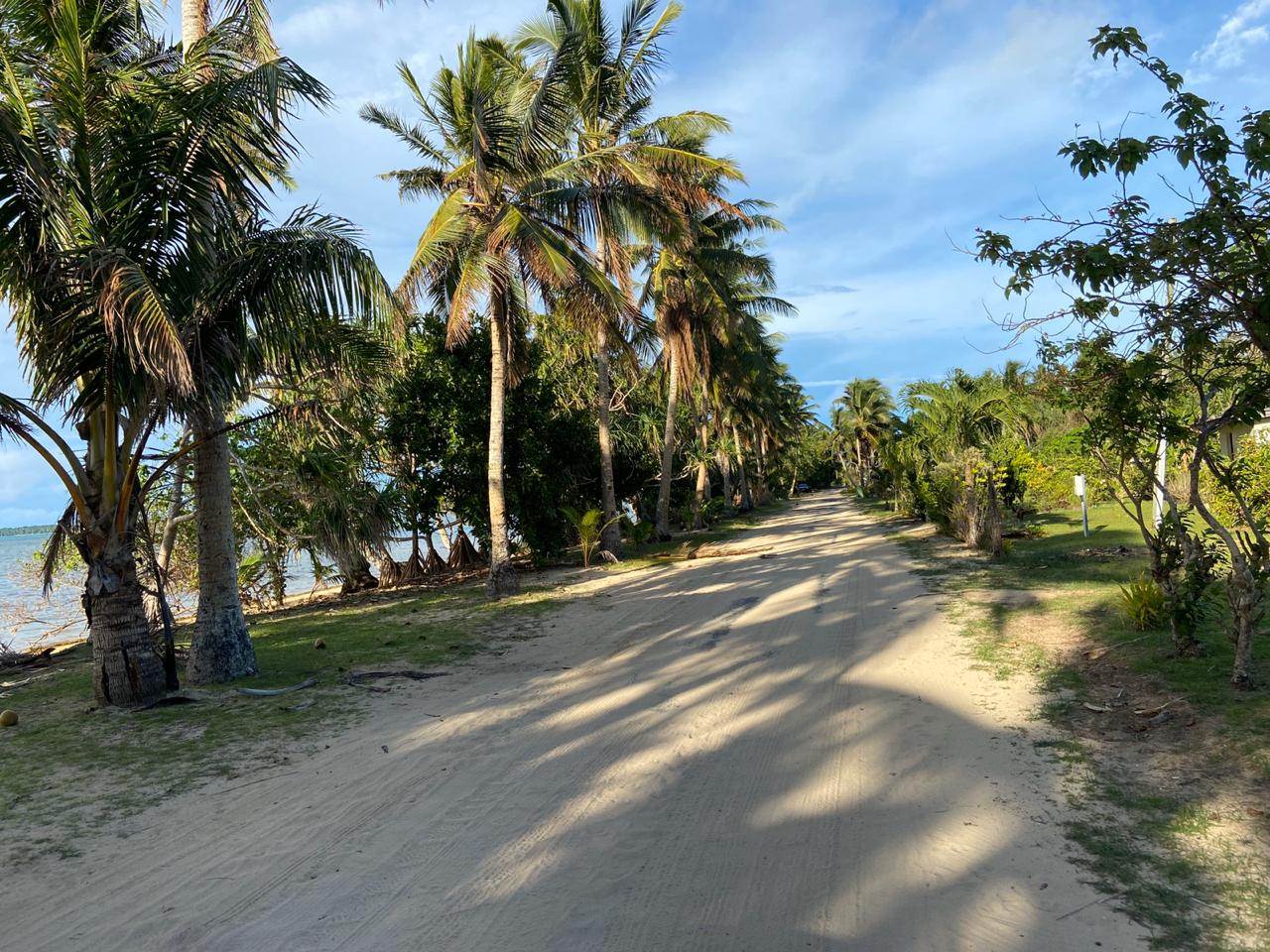
Route à Vailala en bord de mer (2017).
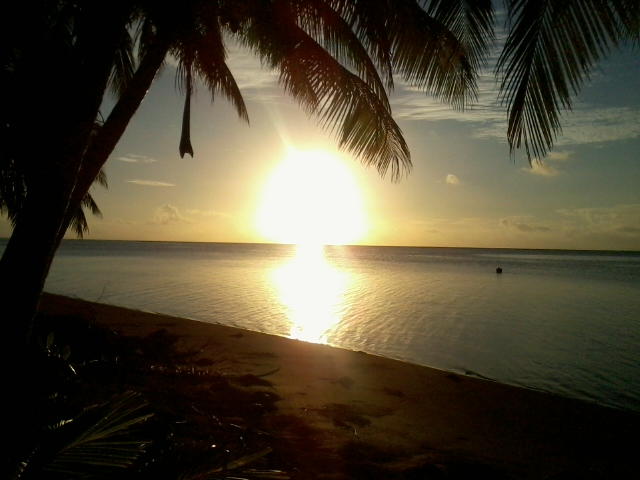
Coucher de soleil sur la plage de Vailala (août 2015).
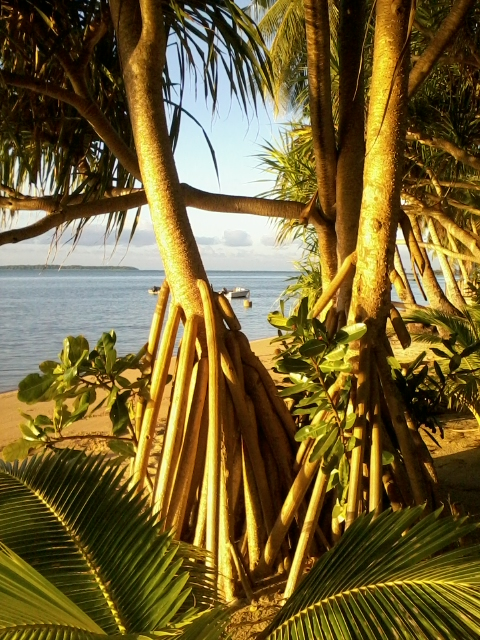
Plage de Vailala (août 2015).
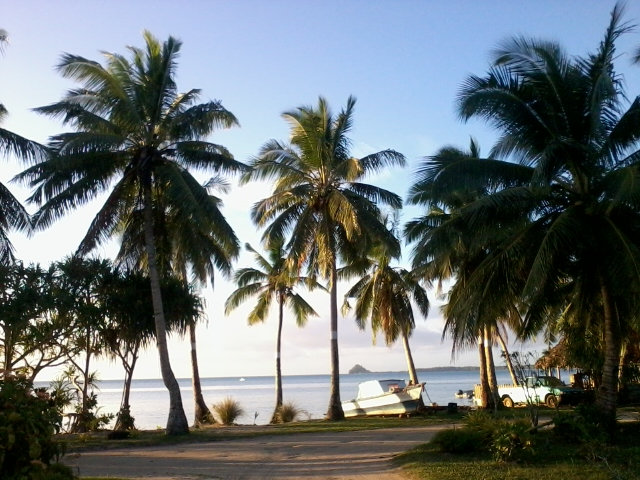
Route le long de la plage. L'îlot de Nukufotu (montagneux) et l'îlot de Nukuloa (à droite) sont visibles en arrière-plan.